# Pedro Nunes de Gusmão, Senhor de Gusmão
Pedro Nunes de Gusmão (morto depois de 1266) foi nobre medieval e senhor de Guzmán e de Gumiel del Mercado.

## Relações familiares
Filho de Nuno Peres de Gusmão e de Urraca Mendes de Sousa, Pedro Nunes de Gusmão foi um nobre do Reino de Castela e senhor da Casa de Gusmão.
Casou com Urraca Garcia, filha do conde Garcia Ordonhes, de quem teve:
- João Peres de Gusmão (morto c. 1285), senhor de Gusmão. Casou com Maria Ramirez de Cifuentes, senhora de Aviados
- Gómez Peres de Gusmão.